# Urca (Rio de Janeiro)
Urca is een buurt in de Braziliaanse stad Rio de Janeiro. Een van de belangrijkste toeristische bezienswaardigheden van de stad, de Suikerbroodberg of Morro do Pão de Açúcar, bevindt zich in Urca. De Suikerbroodberg kan bezocht worden met twee kabelliften: een eerste kabel naar Morro da Urca en een tweede kabel naar Morro do Pão de Açucar. De eerste berg kan ook gemakkelijk te voet beklommen worden, bij Praia Vermelha via het wandelpad Claudio Coutinho.

## Geschiedenis
Estácio de Sá installeerde de eerste portugese militaire basis aan de voet van de Suikerbroodberg in 1565.
De drie rotsheuvels Morro Cara de Cão, Morro do Pão de Açucar en Morro da Urca vormen een schiereilandje en dit werd toen,in de 16e eeuw, "Ilha da Trindade" (eiland van de Drie-eenheid) genoemd.

## Geografie
Urca is voor het grootste gedeelte omgeven door water: aan de noordkant de Baai van Guanabara en aan de zuidkant de Atlantische Oceaan; aan de landkant grenst het aan Botafogo en Leme. Er bevinden zich drie rotsheuvels Morro Cara de Cão, Morro do Pão de Açucar en Morro da Urca.

## Galerij

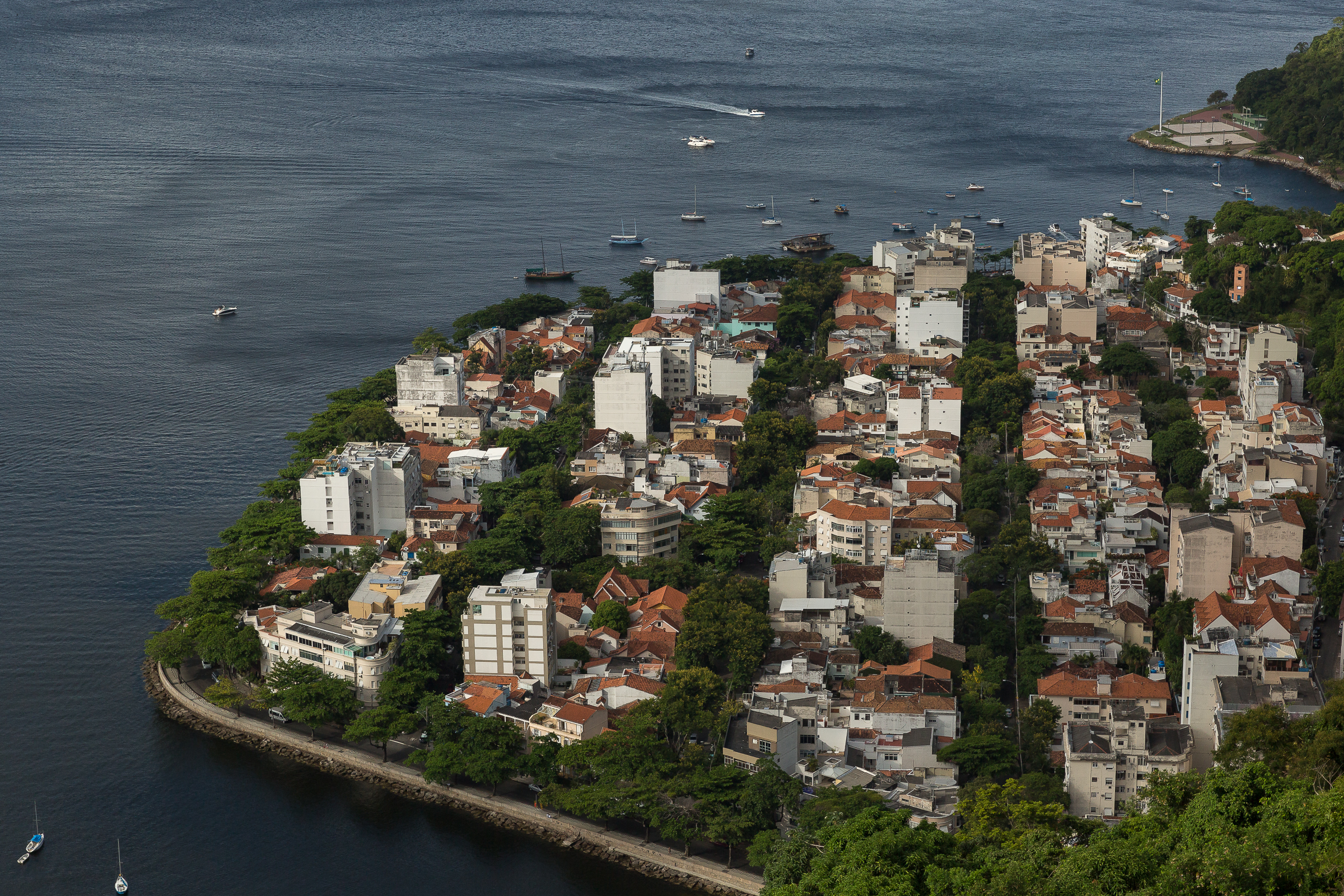